# Étréchy (Essonne)
Étréchy és un municipi francès, situat al departament de l'Essonne i a la regió de Illa de França. L'any 2007 tenia 6.219 habitants.
Forma part del cantó de Dourdan, del districte d'Étampes i de la Comunitat de comunes Entre Juine et Renarde.

## Demografia

### Població
El 2007 la població de fet d'Étréchy era de 6.219 persones. Hi havia 2.588 famílies, de les quals 704 eren unipersonals (260 homes vivint sols i 444 dones vivint soles), 856 parelles sense fills, 808 parelles amb fills i 220 famílies monoparentals amb fills.
La població ha evolucionat segons el següent gràfic:
Habitants censats

### Habitatges
El 2007 hi havia 2.755 habitatges, 2.619 eren l'habitatge principal de la família, 49 eren segones residències i 87 estaven desocupats. 2.142 eren cases i 606 eren apartaments. Dels 2.619 habitatges principals, 1.954 estaven ocupats pels seus propietaris, 604 estaven llogats i ocupats pels llogaters i 61 estaven cedits a títol gratuït; 112 tenien una cambra, 282 en tenien dues, 373 en tenien tres, 690 en tenien quatre i 1.162 en tenien cinc o més. 2.054 habitatges disposaven pel capbaix d'una plaça de pàrquing. A 1.355 habitatges hi havia un automòbil i a 930 n'hi havia dos o més.

### Piràmide de població
La piràmide de població per edats i sexe el 2009 era:
| Homes | Edats   | Dones |
| ----- | ------- | ----- |
| 0     | 95 o +  | 4     |
| 4     | 90 a 94 | 16    |
| 32    | 85 a 89 | 40    |
| 32    | 80 a 84 | 52    |
| 80    | 75 a 79 | 156   |
| 120   | 70 a 74 | 164   |
| 168   | 65 a 69 | 124   |
| 192   | 60 a 64 | 244   |
| 180   | 55 a 59 | 172   |
| 248   | 50 a 54 | 248   |
| 188   | 45 a 49 | 252   |
| 228   | 40 a 44 | 208   |
| 236   | 35 a 39 | 232   |
| 176   | 30 a 34 | 220   |
| 184   | 25 a 29 | 196   |
| 140   | 20 a 24 | 172   |
| 160   | 15 a 19 | 220   |
| 220   | 10 a 14 | 164   |
| 220   | 5 a 9   | 152   |
| 136   | 0 a 4   | 172   |

## Economia
El 2007 la població en edat de treballar era de 3.928 persones, 2.882 eren actives i 1.046 eren inactives. De les 2.882 persones actives 2.703 estaven ocupades (1.392 homes i 1.311 dones) i 179 estaven aturades (78 homes i 101 dones). De les 1.046 persones inactives 448 estaven jubilades, 383 estaven estudiant i 215 estaven classificades com a «altres inactius».

### Ingressos
El 2009 a Étréchy hi havia 2.655 unitats fiscals que integraven 6.327,5 persones, la mediana anual d'ingressos fiscals per persona era de 23.821 €.

### Activitats econòmiques
Dels 251 establiments que hi havia el 2007, 5 eren d'empreses extractives, 5 d'empreses alimentàries, 8 d'empreses de fabricació d'altres productes industrials, 32 d'empreses de construcció, 52 d'empreses de comerç i reparació d'automòbils, 12 d'empreses de transport, 12 d'empreses d'hostatgeria i restauració, 6 d'empreses d'informació i comunicació, 14 d'empreses financeres, 18 d'empreses immobiliàries, 34 d'empreses de serveis, 38 d'entitats de l'administració pública i 15 d'empreses classificades com a «altres activitats de serveis».
Dels 68 establiments de servei als particulars que hi havia el 2009, 1 era una oficina de correu, 5 oficines bancàries, 4 tallers de reparació d'automòbils i de material agrícola, 1 taller d'inspecció tècnica de vehicles, 1 autoescola, 3 paletes, 3 guixaires pintors, 8 fusteries, 6 lampisteries, 5 electricistes, 2 empreses de construcció, 6 perruqueries, 2 veterinaris, 8 restaurants, 11 agències immobiliàries, 1 tintoreria i 1 saló de bellesa.
Dels 21 establiments comercials que hi havia el 2009, 1 era un hipermercat, 2 grans superfícies de material de bricolatge, 2 botiges de menys de 120 m², 4 fleques, 2 carnisseries, 1 una peixateria, 3 botigues d'equipament de la llar, 1 una botiga d'equipament de la llar, 1 una botiga de material de revestiment de parets i terra, 1 una perfumeria i 3 floristeries.
L'any 2000 a Étréchy hi havia 11 explotacions agrícoles que ocupaven un total de 749 hectàrees.

## Equipaments sanitaris i escolars
El 2009 hi havia 2 farmàcies i 1 ambulància.
El 2009 hi havia 3 escoles maternals i 3 escoles elementals. Étréchy disposava d'un col·legi d'educació secundària amb 569 alumnes.

## Poblacions més properes
El següent diagrama mostra les poblacions més properes.